# Liu Xiang (Autor)

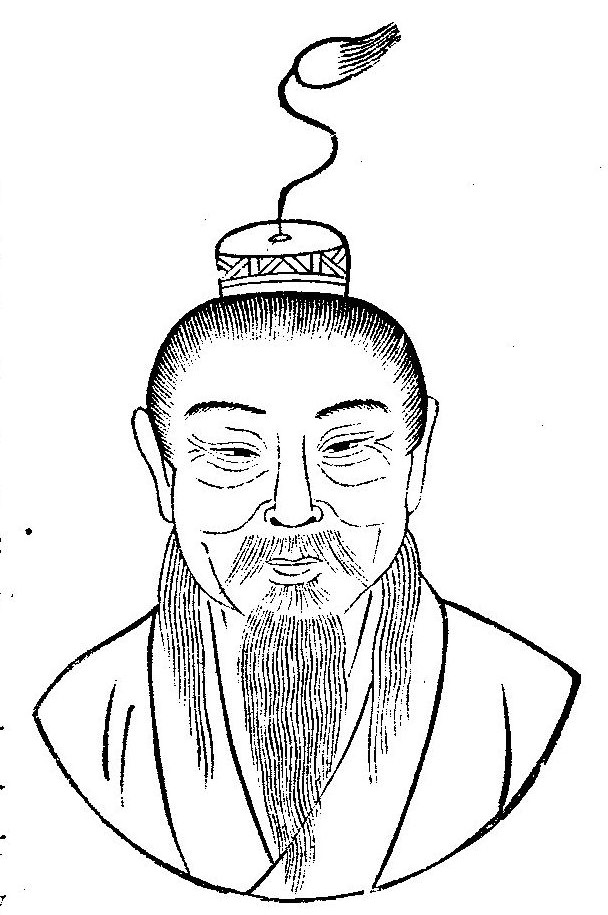
Liu Xiang

Liu Xiang (chinesisch 劉向 / 刘向, Pinyin Liú Xiàng, W.-G. Liu Hsiang; mit dem Geburtsnamen Liu Gengsheng (劉更生) und dem  Ehrennamen Zizheng (子政) * 77 v. Chr. (79 v. Chr.); † 6 v. Chr. (8 v. Chr.)) ist ein Autor der Han-Dynastie in China. Er wurde in Xuzhou geboren und war verwandt mit Liu Bang, dem Gründer der Han-Dynastie.  Liu Xiang wird die Verfasserschaft des Zhanguo ce zugeschrieben, der „Gesammelten Strategeme der Streitenden Reiche“. Dieses Werk ist eine der wichtigsten Quellen für die Zeit der Streitenden Reiche. Er war der erste Bearbeiter des Shanhaijing (山海經, „Klassiker der Berge und Meere“) und einiger anderer konfuzianischer Klassiker, wie dem Shuoyuan (説苑, „Garten der Abhandlungen“) und dem Lienü zhuan (列女傳, „Überlieferungen von Frauen“).
Liu Xiang stammte aus der Xu-Provinz (heutiges Jiangsu) und war kaiserlicher Bibliothekar. Sein Sohn Liu Xin war ein berühmter Astronom. Er entwickelte das Astronomische System der dreifachen Übereinstimmung.